# Ermita de la Virgen del Pilar (Hinojosa de Jarque)

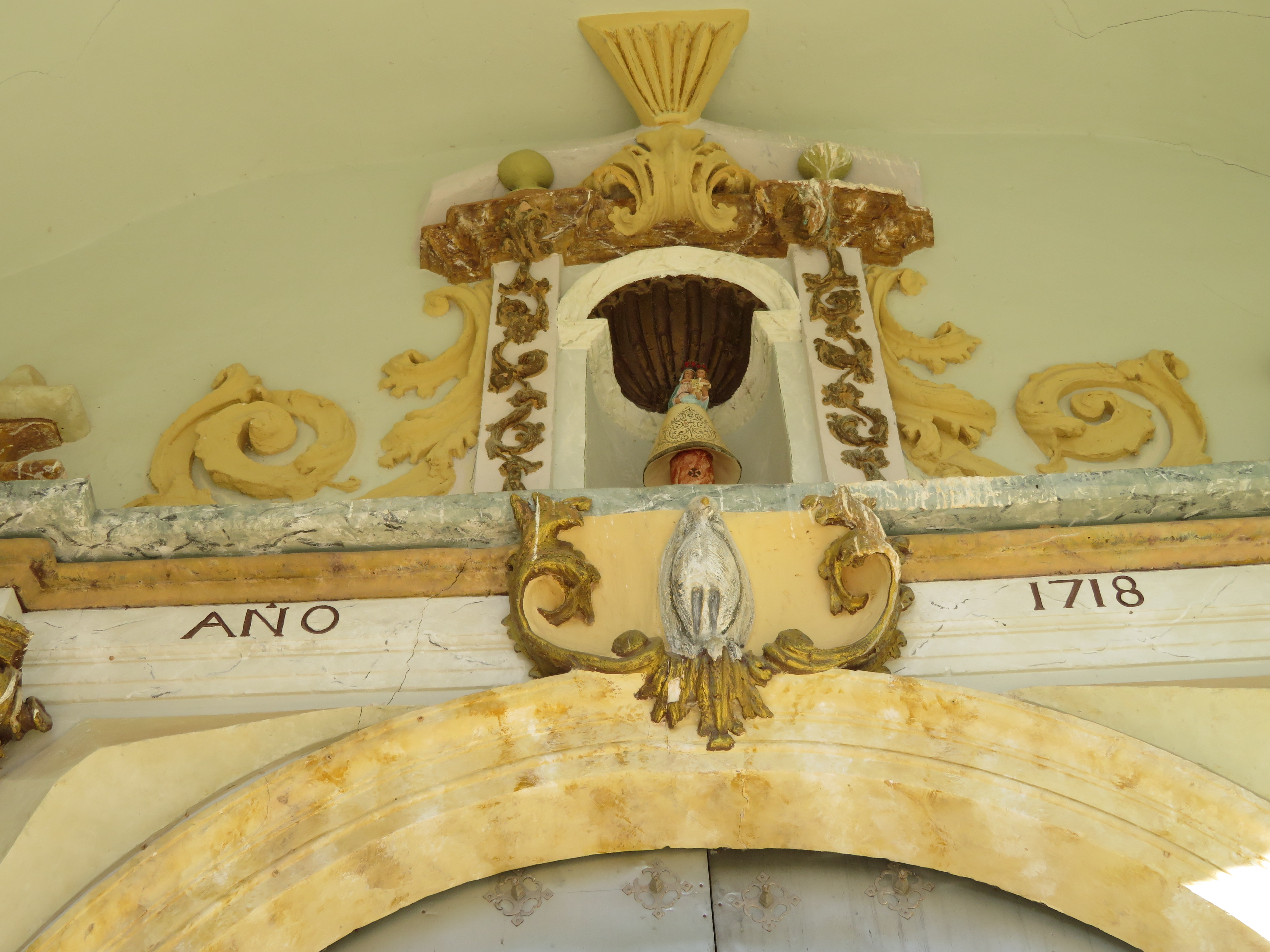
Ermita de la Virgen del Pilar, año 1718 (Hinojosa de Jarque).

La ermita de la Virgen del Pilar en Hinojosa de Jarque (Provincia de Teruel, España) es un complejo edificio de planta centralizada, construido en el siglo XVIII, que destaca por su volumen unitario y sus proporciones armónicas. 
Consta de un espacio central octogonal rodeado de ocho capillas de planta cuadrada que, alternadas con pequeñas capillas-hornacina de planta triangular, conforman un nuevo perímetro octogonal. 

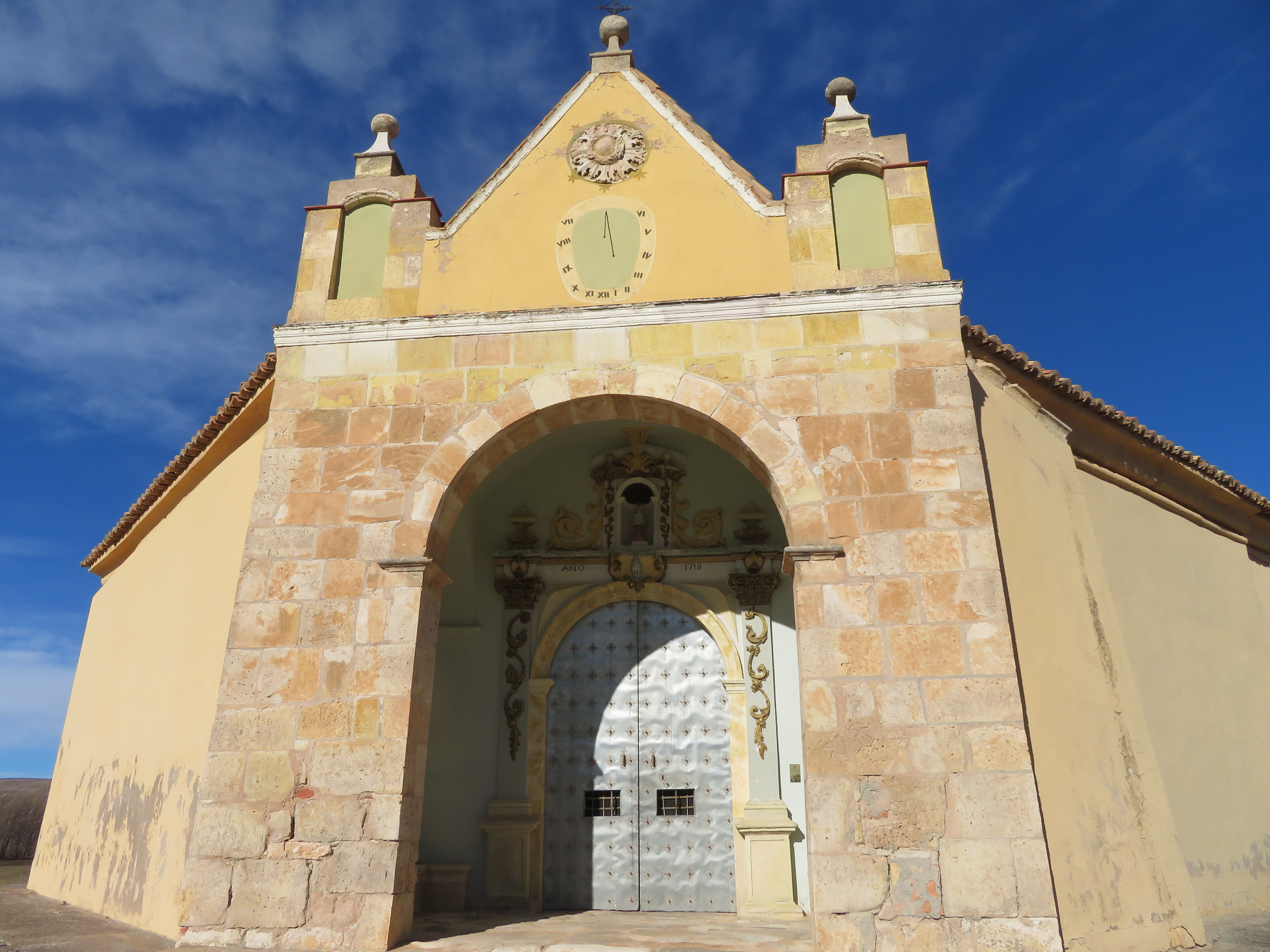
Ermita de la Virgen del Pilar, año 1718 (Hinojosa de Jarque).

El núcleo central va cubierto con una gran cúpula semiesférica sobre tambor, al igual que las capillas cuadradas, cuyas cupulitas aparecen ligeramente rebajadas. La iluminación cenital llega a través de las ventanas adinteladas del tambor y los óculos de la cúpula central. 
Al exterior se observa que la fábrica es de mampostería con refuerzos de sillar en los ángulos del gran tambor que envuelve la cúpula, cubierto con tejas de cerámica vidriada. Asimismo se usa el sillar en la fachada, abierta en arco de medio punto en uno de los lados del octógono y rematada por un frontón triangular flanqueado por dos pináculos. 
El interior aparece decorado con enlucidos y estucos en tonos pastel, que le confieren un toque rococó, ya anticipado en la decoración de la portada bajo el atrio de entrada. 